# Morane Saulnier MS.760 Paris
El Morane Saulnier MS.760 Paris es un reactor francés de cuatro asientos de entrenamiento y enlace diseñado y construido por la compañía Morane-Saulnier.
El MS.760 Paris se basó en un prototipo de entrenador MS.755 Fleuret. Siendo rechazado por el Armée de l'air, Morane-Saulnier optó por desarrollar el diseño de una aeronave a reacción compacta de enlace y de negocios. La diferencia primaria entre los dos diseños fue el cambio de la distribución de los asientos, el original lado a lado fue modificado para sumar otra fila de dos asientos y así acomodar pasajeros. El París retuvo las características de vuelo del Fleuret junto con la opción para instalar armamentos, el cual mantuvo su potencial para uso tanto como entrenador militar como para aviación civil. El 29 de julio de 1954, el prototipo que realizó el primer vuelo.
El operador primario del MS.760 fueron los servicios aéreos franceses, quiénes utilizaron el tipo para tareas de enlace entre 1959 y 1997. Durante 1955, un proyecto conjunto que duró poco tiempo fue formado entre Morane-Saulnier y la compañía de aviación norteamericana Beech Aircraft para vender el Paris como un moderno jet de negocios ejecutivo en el mercado norteamericano. Sin embargo, fue eclipsado por la llegada de jets empresariales más modernos, como el Learjet Modelo 23, causando la disolución del proyecto conjunto en 1961. Durante los años 60 más variantes más avanzadas fueron desarrolladas como la MS760B Paris II y el MS760C Paris III de seis asientos; este último no llegaría a la producción. Mientras los aviones a hélice de cuatro asientos eran comunes, los aviones a reacción con la disposición de asientos, como el avión de combate Grumman EA-6B Prowler, han quedado comparativamente poco comunes.

## Diseño y desarrollo

### Orígenes
El MS.760 Paris tiene sus orígenes en un entrenador a reacción anterior desarrollado por el fabricante de aeronaves francés Morane-Saulnier. A principios de los años 50, la Fuerza Aérea Francesa buscó un entrenador a reacción adecuado al ab-initio de entrenamiento; en respuesta, Morane-Saulnier produjo un prototipo, designado MS.755 Fleuret. Sin embargo, la competición militar fue finalmente ganada por otra oferta, el Fouga Magister que fue producido en grandes cantidades. Poco después de este fracaso, Morane Saulnier decidió embarcarse en un rediseño del MS.755 para poder operar como avión de enlace de cuatro asientos; consiguientemente, la nueva aeronave recibió la designación MS.760 Paris.
Según la revista aeroespacial Flight International, la adaptación del Fleuret al Paris había sido en gran parte conseguida con la eliminación del armamento, el rediseño del piso de cabina para sacar la escotilla descendente para eyección, y el reposicionamiento del mamparo trasero de la cabina ligeramente hacia atrás. Para evitar una reducción del tanque de combustible de la aeronave como resultado de este último cambio, el tanque fue rediseñado en otras áreas para expandirlo. A pesar de estos cambios, el Paris aún conservaba las características de vuelo favorables y no excluía por completo su uso como avión de entrenamiento.
El Paris difería de la mayoría de los aviones de enlace que estaban en servicio por el uso de propulsión a chorro, en lugar de un turbohélice o un motor de pistón. Según M. Vichou, jefe del departamento de diseño de Morane Saulnier, la decisión de adoptar un par de turborreactores Turbomeca Marboré había sido la opción superior disponible; los estudios descubrieron que era necesario un solo motor turbohélice capaz de proporcionar al menos 2000 hp para producir un rendimiento comparable, lo que habría dado lugar a complicaciones adicionales de acomodar adecuadamente una hélice bastante grande en el diseño. Otra alternativa para usar un par de pequeños motores turbohélice era también menos conveniente que el motor Marboré, que podía colocarse relativamente bajo en el fuselaje y en las proximidades de la línea central de la aeronave.
El peso total del MS.760, incluyendo una carga útil de cuatro pasajeros y 30 kg (66 lb) de equipaje, fue de 3397 kg (7470 lb) y su velocidad máxima de vuelo fue de 650 km/h (400 mph, 351 kn). Según el fabricante, fue capaz de ascender a una altitud de 7000 m (22.900 pies) en 18 minutos; a esta altura y con un empuje continuo máximo, la aeronave tenía una resistencia de vuelo de 2 horas y 45 minutos y un alcance máximo de 930 millas (1700 km). En términos de combustible, el tanque principal del fuselaje contenía hasta 1000 litros (220 galones), mientras que otros 250 litros (55 galones) podían acomodarse en cada tanque de puntas. Una característica que fue pensada para ser utilizada en situaciones de emergencia fue el aprovisionamiento de los tanques de propinas con válvulas accionadas eléctricamente, lo que permitió el vertido rápido de cualquier combustible restante. La actuación de las aletas, el freno de inmersión y el tren de rodaje se proporcionó utilizando motores eléctricos que suministraban potencia a través de ejes flexibles y motores eléctricos Lear. El acceso a los motores se proporcionó a través de una unidad de cola completamente desmontable; las alas también podían separarse de manera similar sin la necesidad de quitar el tren de aterrizaje. El dosel principal era moldeado en un pieza de 8 mm (0,3 in) de espesor. Para aumentar la comodidad de los pasajeros, la cabina estaba completamente presurizada y con aire acondicionado.
El 29 de julio de 1954, el prototipo MS.760, registrado F-WGVO (F-BGVO), despegó en su primer vuelo. Varias características de su diseño, como su estabilizador vertical en forma de T, ala baja y dos turborreactores Turbomeca Marboré II de 400 kgf montados internamente uno al lado del otro dentro del fuselaje trasero, llevaron a que el avión se caracterizara en gran parte por su estabilidad inherente durante vuelo. El ejército francés emergió como un cliente temprano crucial para el París, ordenando un gran lote de 50 aviones para realizar tareas de enlace tanto para la Fuerza Aérea Francesa como para la Armada Francesa, reemplazando a tipos más antiguos como Nord Noralpha y Nord Norécrin. La obtención de esta orden permitió a Morane Saulnier proceder con la producción masiva. El 27 de febrero de 1958, el primer avión de producción realizó su primer vuelo. Los primeros aviones contaron con un total de cuatro asientos, dos en la parte delantera y dos en la parte posterior, y un tren de aterrizaje triciclo retráctil.

### Producción
A principios de la década de 1960, la producción de Morane-Saulnier se enfocó firmemente en el Paris. Según Flight International, en mayo de 1961, se habían completado 100 aviones y el tipo se fabricaba a razón de cuatro por mes. Al mismo tiempo, según los informes, aproximadamente 200 aviones estaban en orden; mientras que la Fuerza Aérea Francesa seguía siendo el principal cliente para ese tipo, se habían logrado acuerdos adicionales de ventas de exportación con diez países extranjeros distintos. Flight International también informó que Morane-Saulnier había llegado a dos acuerdos por separado para autorizar la fabricación del París a otras compañías.
Ya en 1955, incluso antes de que el Paris entrara en producción, se sabía que el fabricante estadounidense Beechcraft tenía un interés considerable en el programa y, según los informes, se consideraban opciones para producir ese tipo en Norteamérica bajo licencia de Morane-Saulnier. Durante un tiempo, el Paris fue el único avión civil birreactor y no había competidores directos disponibles. En respuesta a este interés, el personal de diseño sénior de la empresa francesa pasó un tiempo considerable en los Estados Unidos durante la fase de desarrollo del programa. Según se informa, en 1955, Beechcraft había solicitado que el Paris, propulsado con el último modelo del motor Marboré, fuera enviado a América del Norte para realizar vuelos de demostración por un total de 500 horas. Más tarde ese año, se realizó esta demostración, durante la cual el avión visitó varias ciudades importantes en los Estados Unidos y Canadá.
Los planes detallados de producción fueron discutidos por Beechcraft y Morane-Saulnier; una diferencia clave de la aeronave proyectada de fabricación estadounidense fue la adopción del motor Teledyne CAE J69 fabricado en EE. UU. para reemplazar los motores Marboré. Beechcraft lideró las aproximaciones tanto a la Armada de los Estados Unidos como a la Real Fuerza Aérea Canadiense, ofreciendo el París para cumplir con sus requisitos de un avión de entrenamiento propulsado por jet. Durante enero de 1958, la compañía anunció un precio de $ 210.000 para un solo París construido en los Estados Unidos, piezas de repuesto, herramientas de mantenimiento y un curso de capacitación para familiarizar a los operadores con las necesidades del turborreactor relativamente desconocido; esta medida se debió a que relativamente pocas empresas privadas, y menos operadores privados, poseían alguna experiencia con la propulsión a chorro. Sin embargo, según los informes, las ventas estadounidenses del París no llegaron, solo se realizaron dos ventas durante el mandato de Beechcraft como distribuidor del tipo; a principios de 1961, cuando Beechcraft decidió abandonar todas las actividades de distribución relacionadas con el tipo, varios reactores comerciales más avanzados, como el Lockheed JetStar y el North American Sabreliner estuvieron disponibles y ganaron atracción en el mercado.
Durante 1961, la producción comenzó con una variante mejorada del tipo, designado como el MS.760B Paris II, equipado con un par de motores Marboré VI de 4,8 kN de empuje, tanques de combustible de punta de ala, aire acondicionado y un maletero ampliado. Tras la quiebra de Morane-Saulnier en 1962, la empresa fue adquirida en 1963 por la empresa de aviación Société des Aéroplanes Henry Potez, que continuó su desarrollo en el tipo durante un tiempo. El 24 de febrero de 1964, una versión para seis pasajeros, designada MS.760C Paris III, realizó su primer vuelo; sin embargo, finalmente no hubo producción de esta variante. La producción del París II cesó y la producción del Paris III nunca comenzó, ya que no se cumplieron las esperanzas de un pedido sustancial para apoyar su lanzamiento. Durante la producción del tipo, un total de 153 aviones (de las variantes Paris I y Paris II) fueron fabricados para varios operadores diferentes, incluyendo la Fuerza Aérea Francesa, la Marina Francesa, la Fuerza Aérea Argentina y la Fuerza Aérea Brasileña.

## Historia operacional

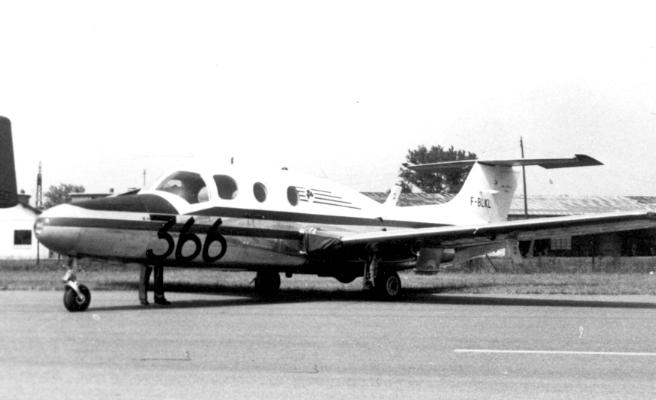
MS760C París III en el Espectáculo de Aire del París en junio de 1967

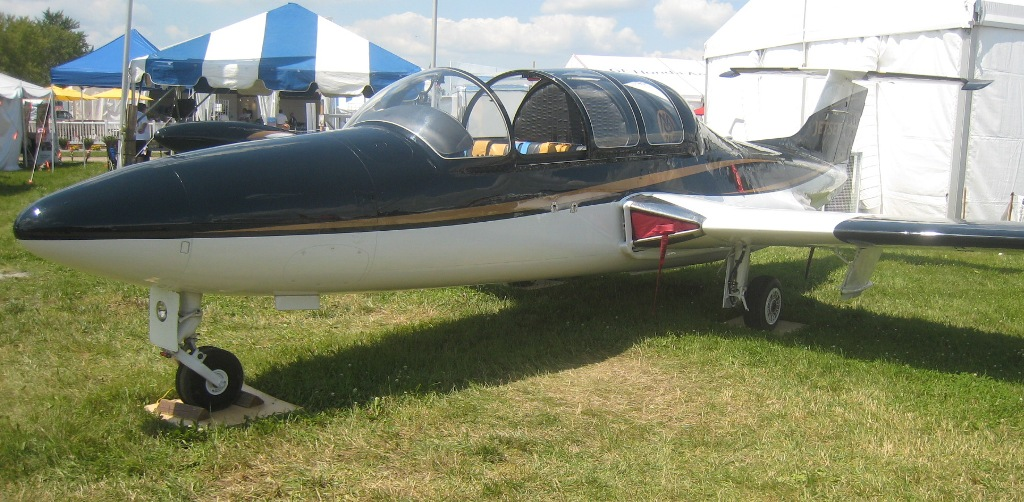
MS760 de uso personal

El 18 de julio de 1956, el gobierno francés solicitó un lote de 50 aviones, de los que catorce ejemplares estaban destinados a la Aviation navale. El primer avión fue entregado el 9 de febrero de 1959 a la Estación Aérea Naval (NAS) Dugny-Le Bourget, antes de ir al CEPA (traducido directamente como Centro de Experimentación Práctica Aeronáutica - en inglés esto probablemente sería "Flight Test Center") en 1959-60, para las pruebas de vuelo necesarias para desarrollar programas y materiales de capacitación. El tipo también fue comprado por varios países como Brasil y Argentina; 36 aviones fueron construidos por la Fábrica Militar de Aviones (FMA) en Argentina. El MS.760B Paris II, con varias mejoras de sistemas y tanques de combustible integrales en los bordes delanteros del ala, voló por primera vez el 12 de diciembre de 1960.

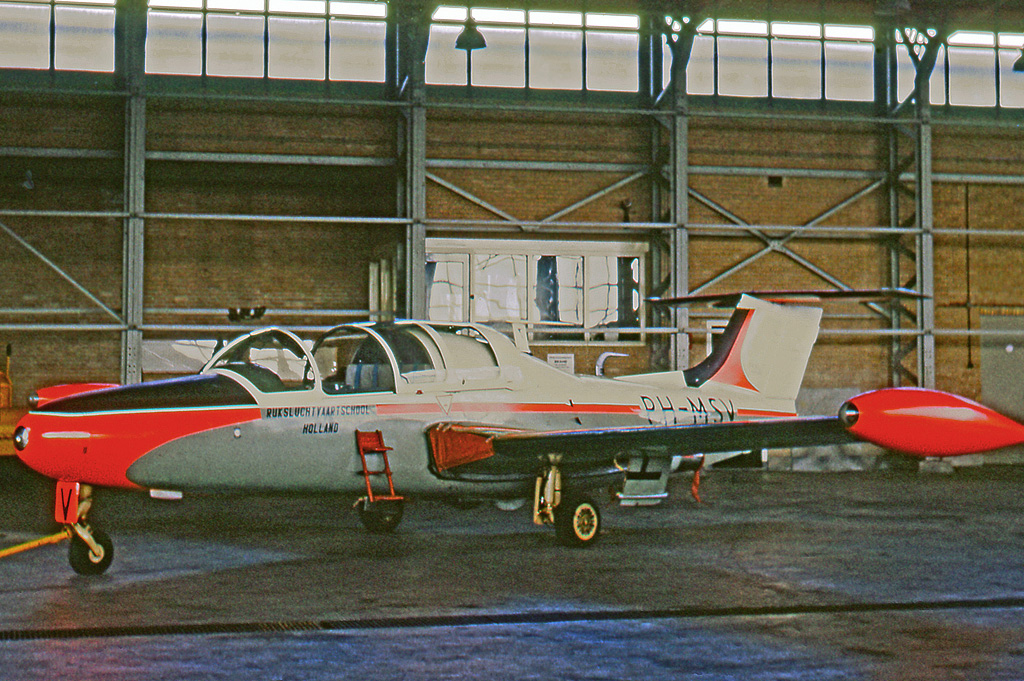
MS760B del Rijksluchtvaartschool en Groningen en 1967

Entre septiembre de 1962 y noviembre de 1974, el Rijksluchtvaartschool, con sede en el aeropuerto de Groningen, en el norte de los Países Bajos, transportó una flota de seis MS760B en tareas de capacitación. Desde 1958 hasta principios de la década de 1970, se usó un solo MS.760 como aula volante en el "College of Aeronautics" en Cranfield, Reino Unido; el avión estaba equipado para estudiar la estabilidad y el control junto con el rendimiento como parte del curso de maestría.
Catorce MS.760 fueron asignados al vuelo 11.S desde el 9 de febrero de 1959 en adelante. El último avión, el N.º 88, se entregó el 27 de julio de 1961. En 1965, MS.760 n.º 48 se asignó brevemente al vuelo 3.S basado en la Base d'aéronautique navale d'Hyères Le Palyvestre. A partir de 1970, los doce MS.760 supervivientes se asignaron a la escuadrilla 2.S en la Base d'aéronautique navale de Lann-Bihoué. Durante mayo de 1972, estos aviones fueron enviados a la S.R.L. El 1 de septiembre de 1981, esta unidad se convirtió en la Escadrille 57.S. Sus misiones fueron proporcionar diversas formas de entrenamiento a los futuros pilotos de los Dassault-Breguet Super Étendard y Vought F-8 Crusader, vuelo instrumental, reglas de vuelo (IFR), vuelos todo tiempo, entrenamiento avanzado para nuevos pilotos, entrenamiento de competencia para otros pilotos y A.L.P.A. (Almirantes al mando de los transportistas y Naval Aviation), y enlaces de las Regiones Aéreas primera y segunda. Ocho MS.760 Paris estaban en la línea de vuelo de la unidad. Durante octubre de 1997, después de 40 años de servicio, el avión se retiró en la Estación Aérea Naval Landivisiau.[cita requerida]
Los MS.760 de la Fuerza Aérea Argentina realizaron operaciones de combate activo durante la supresión de la Revuelta de la Armada Argentina de 1963, durante la cual fueron utilizados para bombardear una estación de radio rebelde así como el aeródromo naval de Punta Indio, lo que resultó en la destrucción de varios aviones en el suelo. También se reutilizó una turbina Marmoré IIIC para equipar al Douglas C47 matrícula TA-05 "El Montañés", el cual fue modificado exitosamente para alojar a este impulsor y concretó así el primer vuelo transpolar argentino. Durante 2007, luego de 48 años de servicio continuo, la Fuerza Aérea Argentina retiró su último Paris.
Durante 2009, una compañía privada, JetSet International Ltd, compró más de 30 MS.760 jubilados de los gobiernos francés y argentino, junto con la adquisición del certificado de tipo, herramientas, componentes, planos de ingeniería y dibujos de SOCATA, la empresa sucesora de Morane-Saulnier. Según los informes, la compañía tenía la ambición de renovar las células existentes e instalar motores a reacción y aviónica de última generación con el propósito de venderlas a los operadores por aproximadamente $ 550.000. Ese mismo año, se formó un nuevo equipo de demostración aérea con dos aviones, llamado Equipo MS.760 Acrobacia aérea, con la intención de utilizar un par de aeronaves reacondicionadas.

## Operadores
Argentina

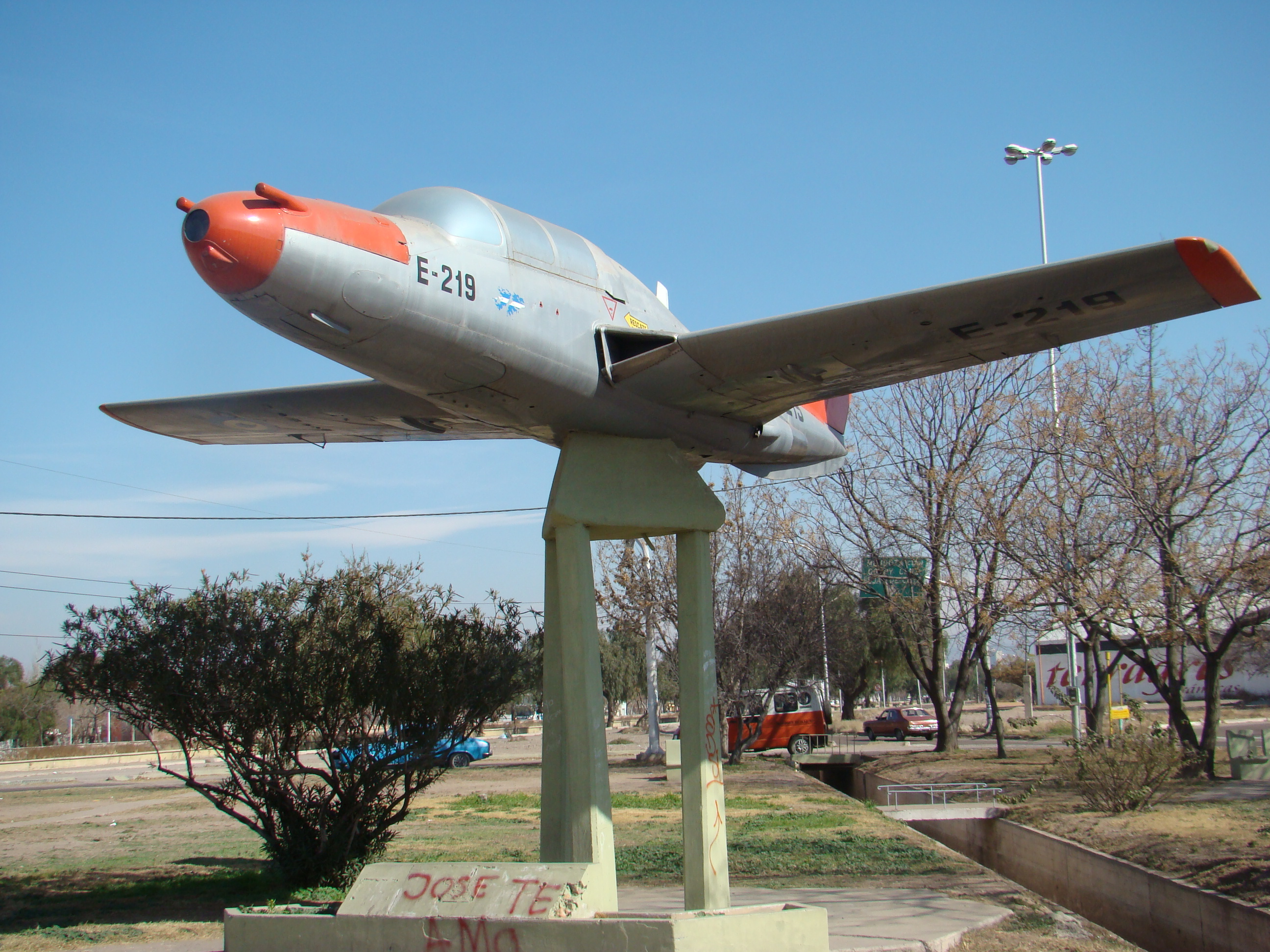
MS760 Paris E-219 en Mendoza, Argentina

- Fuerza Aérea Argentina - 48, de las cuales 36 fueron producidas bajo licencia en Córdoba por la Fábrica Militar de Aviones. Usado entre 1959-2007. Reemplazado por el IA-63 Pampa de desarrollo nacional.[8]

 Brasil
- Fuerza Aérea Brasileña - 30 ensamblados localmente.

 Francia
- Ejército del Aire Francés
- Ejército de Tierra Francés
- Marina nacional de Francia

## Aviones sobrevivientes

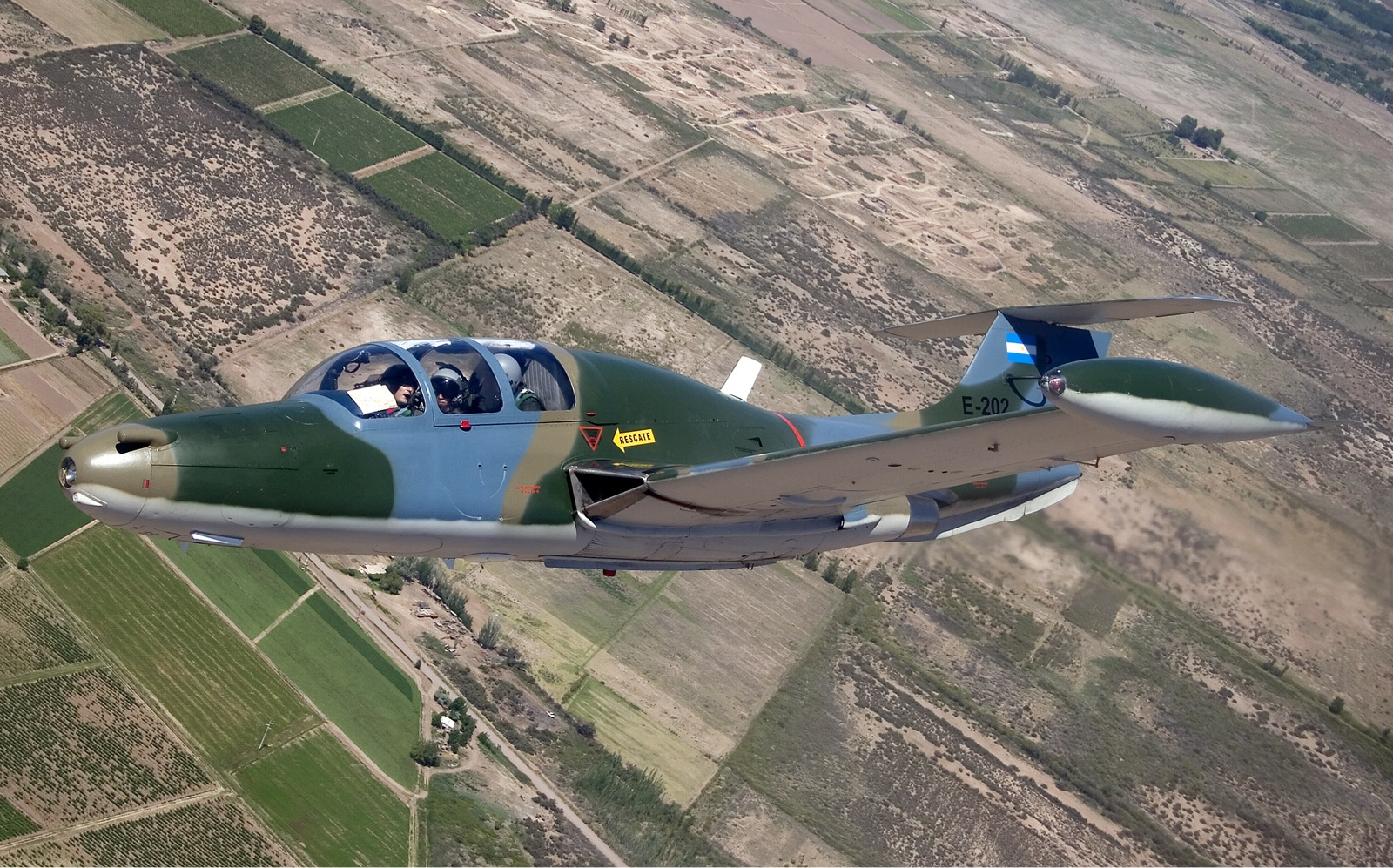
MS760 Paris de la Fuerza Aérea Argentina

- N.º 01 propiedad de escuela de educación secundaria técnica (EEST) N.º 04 Profesor Héctor Ángel Laguarde, actualmente en vuelo.
- N.º 02 propiedad de TEJ JET basado en el registro estadounidense de N207MJ.
- N.º 09 (N722Q) Advance Jets, LLC. Cincinnati Ohio, EE. UU. Inactivo, en almacenamiento.
- N.º 08 Dave Bennett, perteneciente a un coleccionista en Colorado, EE. UU.
- N.º 27 propiedad de MS 760 SALES CORP INC basado en el registro de EE. UU. de N760PJ.
- N.º 30 propiedad de MS 760 SALES CORP INC basado en el registro de N761X en los EE. UU.
- El N.º 31 se conserva en el Museo de Tradiciones Navales de Aviación de Rochefort.
- N.º 32 es propiedad de la asociación "Armor Aéro Passion".
- El N.º 33 se conserva en el Museo de Tradiciones Navales de Aviación de Rochefort.
- N.º 40 del Museo del Aire y el Espacio de Le Bourget.
- N.º 42 por la Escuela Secundaria Técnica Tristan Corbière.
- N.º 44 propiedad de MS 760 SALES CORP INC basado en el registro de los Estados Unidos de N375AS.
- N.º 46 por el museo de Savigny-les-Beaume.
- N.º 51 propiedad de John Polston basado en el registro estadounidense de N751PJ.
- N.º 53 propiedad de DFX LLC basado en el registro de N53PJ en los Estados Unidos.
- N.º 72 perteneciente a un propietario privado de los EE. UU. Basado en el registro N760FR.
- N.º 76 del Museu Aeroespacial - MUSAL - en Brasil (FAB 2932).
- N.º 85 por la asociación "Les Ailes de l'Aéro".
- N.º 87 propiedad de MS 760 SALES CORP INC basado en el registro estadounidense de N87NY.
- N ° 88 propiedad de MS 760 SALES CORP INC basado en el registro de N760JS en los Estados Unidos.
- N ° 89 propiedad de TEJ JET OF DEL LLC basado en el registro de N999PJ en los Estados Unidos.
- N ° 90 (N69X) Advance Jets, LLC. Cincinnati Ohio, EE. UU. Estado de vuelo activo.
- N ° 92 propiedad de MS 760 SALES CORP INC basado en el registro de N763JS en los Estados Unidos.
- N ° 104 propiedad de MS 760 SALES CORP INC basado en el registro de N760R en los Estados Unidos.
- N ° 107 propiedad de MS 760 SALES CORP INC, basado en el registro de los Estados Unidos de N5879.
- N ° 108 propiedad de MS760 LLC basado en el registro de N760AR en los Estados Unidos.
- N ° 1009 propiedad de ADVANCE JETS LLC basado en el registro de los Estados Unidos de N722Q.
- N ° 1028 (N760X) John Travolta voló en Look Who Is Talking, propiedad de Dave Bennett.
- N ° 1043 propiedad de B AIR INC basado en el registro de N760S en los Estados Unidos.
- N ° 1069 propiedad de SWIFT AIR INTERNATIONAL INC con base en el registro de N760FB en los Estados Unidos.

## Especificaciones (MS760 Paris I)
Referencia datos: Jane's All The World's Aircraft 1961–62

### Características generales
- Tripulación: 2
- Capacidad: 2 pasajeros
- Longitud: 10,1 m (33 ft)
- Envergadura: 10,2 m (33,3 ft)
- Altura: 2,6 m (8,5 ft)
- Superficie alar: 18 m² (193,8 ft²)
- Peso vacío: 1945 kg (4286,8 lb)
- Planta motriz: 2× turborreactor Turbomeca Marboré II.
  - Empuje normal: 3,9 kN (398 kgf; 877 lbf) de empuje cada uno.

### Rendimiento
- Velocidad máxima operativa (Vno): 650 km/h (404 MPH; 351 kt)
- Velocidad crucero (Vc): 570 km/h (354 MPH; 308 kt)
- Alcance: 1500 km
- Techo de vuelo: 10 000 m (32 808 ft)
- Régimen de ascenso: 11,5 m/s (2264 ft/min)

### Armamento
- Armas de proyectiles: Disposición para 2 ametralladoras en la nariz
- Bombas: 2× bombas de 50 kg
- Cohetes: Bastidores para cohetes 4 × 90 mm

### Citas
1. ↑  Jerram, Mike. "Morane-Saulnier Paris: The very first Very Light Jet." General Aviation, October 2010.
2. ↑  Lambert, C. M. "Actualites Francaises." Flight International, 29 April 1955. p. 553.
3. ↑  "France's Aircraft Industry." Flight International, 25 May 1961. p. 708.
4. ↑  Phillips et al 2012, p. 26.
5. ↑  Phillips et al 2012, pp. 27, 52.
6. ↑  «Copia archivada». Archivado desde el original el 27 de septiembre de 2007. Consultado el 5 de febrero de 2007.
7. ↑   Team MS760.com
8. ↑  https://www.zona-militar.com/2020/10/16/el-ia-63-pampa-de-la-cuna-a-la-primera-comision/